# Deeg
Deeg is het ongebakken basisproduct voor diverse broden en gebak. De basisingrediënten van deeg zijn meel en water (of andere vloeistoffen zoals melk en vruchtensap). Dit wordt eventueel aangevuld met rijsmiddelen (gist, bakpoeder, zuurdesem of ei) en smaakstoffen zoals suiker en zout. Deeg is meestal kneedbaar, maar altijd dik van consistentie, vloeibare degen daarentegen heten in het Nederlands beslag. Deeg moet gekneed of geroerd worden om de ingrediënten te mengen en een luchtige structuur van het gebak te verzekeren.

## Geschiedenis
De ontwikkeling van de bakkunst is direct verbonden met de teelt en verwerking van granen, vooral van tarwe. Aangezien de meeste bekende graansoorten uit het Midden-Oosten stammen, zijn veel bakprocessen aldaar ontstaan. Wat bekend is van de baktechnieken in het Oude Egypte, komt in essentie overeen met dat wat de moderne bakkers ook doen met dezelfde ingrediënten.

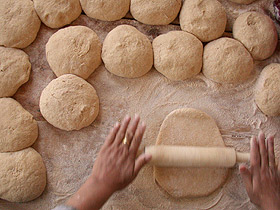
Het deeg wordt gerold met een deegroller

Terwijl in de oudheid het meeste gebak eenvoudig en voor de dagelijkse consumpie was, ontstond aan het hof van Europese en oriëntaalse adellijken een verfijnde culinaire cultuur, wat tot de ontwikkeling van andere deegsoorten voor specialiteiten geleid heeft. 

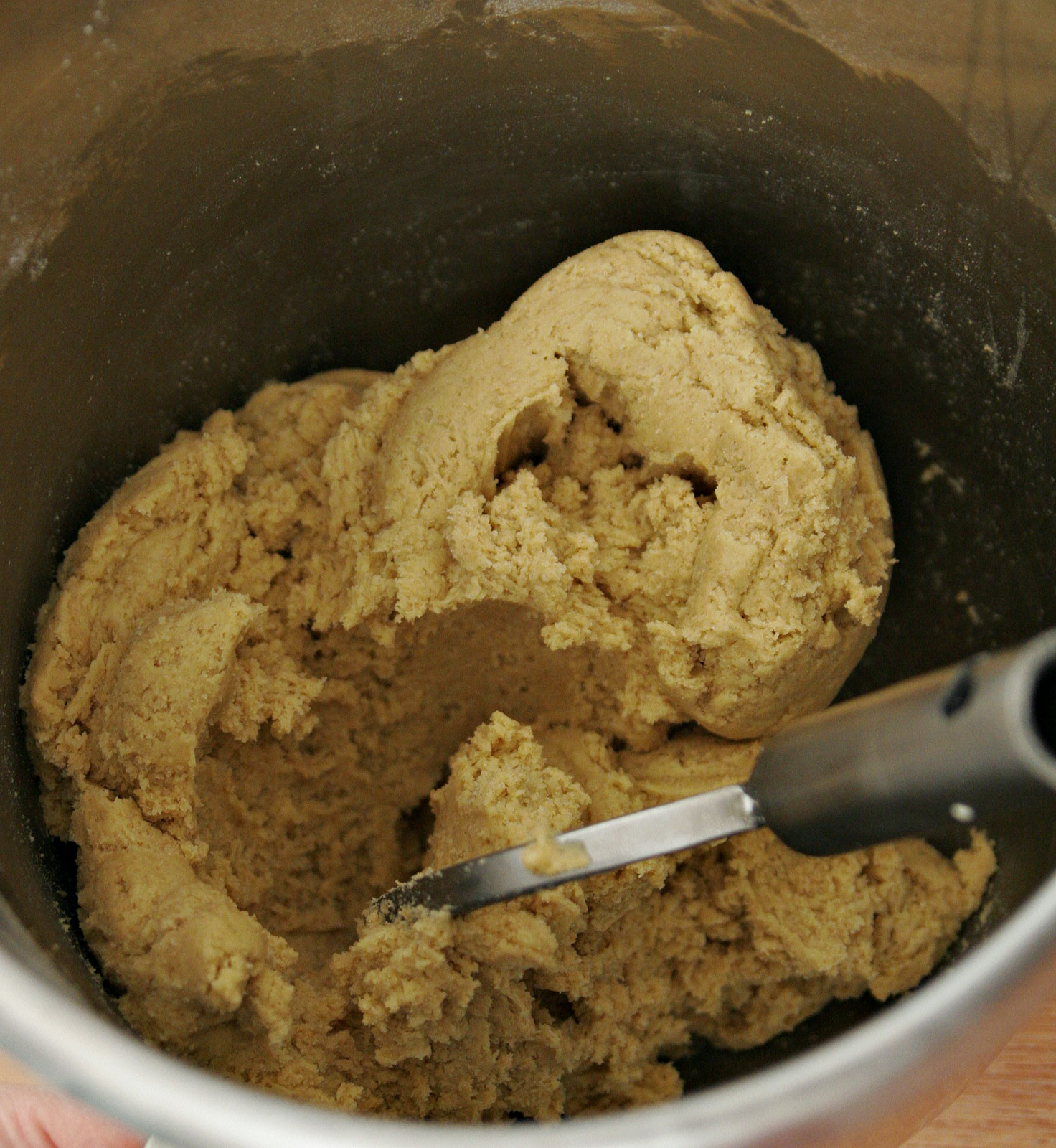
Deeg dat wordt gemengd met een haak

De contacten van Parijse bakkers met de bakkunst van Wenen resulteerde in de ontwikkeling van de baguette, de croissant en talloze andere gebaksoorten met verschillende degen, onder de naam "viennoiserie".

## Scheikundige achtergronden

### Gluten
De speciale eigenschappen van gebakken, gekookte en gestoomde deegwaren berusten op de ontwikkeling van gluten in het deeg. Bij het malen van graan komen polymere eiwitcomplexen (glutenines) en monomere eiwitten (gliadines) vrij, die door zwavelbrugvorming en het vasthouden van door gist of bakpoeder geproduceerd koolstofdioxide een volumentoename veroorzaken na contact met water.

### Kneden
Het kneden van deeg zorgt door het bijeenbrengen van moleculen voor een verbetering van de eiwitverbindingen en speelt daardoor een essentiële rol bij de natuurkundige eigenschappen.

### Zout en vitamine C
Naast de betekenis van zout voor de smaak, beïnvloedt zout de elasticiteit van het deeg. Een overmaat aan zout vermindert echter de eiwitverbindingen. Vitamine C wordt bij de industriële broodbakkerij toegevoegd om door zuurstofvorming de onvoldoende rijping van zeer recent gemalen meel tegen te werken.

### Kookdeeg
Het koken van deeg voor het bakken zorgt door eiwitdenaturatie voor gelatinatie, wat bijv. voor de luchtbelvorming in soezen verantwoordelijk is. Het toevoegen van een klein aandeel gekookt deeg in normaal deeg (kookstuk of tangzhong) kan de structuur en houdbaarheid van het eindproduct sterk verbeteren.

## Voordeeg
Voor bepaalde gebaksoorten, zoals panettone, is het noodzakellijk een gedeelte van het deeg meerdere uren voor het maken van het hoofddeeg te laten fermenteren. Dit wordt een voordeeg genoemd. Der fermentatie geschiedt door gist en bacteriën. Het verschil met zuurdesem is de afwezigheid van melkzuurbacteriën, zodat een voordeeg geen of weinig zuur bevat. Er bestaan vloeibare en vaste voordeegsoorten.

## Deegsoorten
Er zijn diverse soorten deeg die als basis voor gebak kunnen dienen:
soezendeegbeslag op basis van in water en gesmolten boter gekookt meel met eieren. Eenmaal gebakken is het resultaat erg luchtig met grote gaten, zodat de soes eenvoudig gevuld kan worden.
zanddeegdeeg uit meel, koude boter en suiker, eventueel eieren
korstdeegeen eenvoudig deeg dat hard gebakken wordt, gebruikt voor taarten die gevuld worden.
bladerdeegof feuilletédeeg is een deeg dat bestaat uit afwisselende laagjes boter en meelwaterdeeg, uitstekend geschikt voor bewaring in de diepvries.
brooddeegheeft als vaste basis een vorm van meel met meestal een rijsmiddel (gist, zuurdesem, bakpoeder), wat zout en een vloeibaar deel (water, melk, karnemelk), soms aangevuld met vet of olie (boter, margarine, zonnebloemolie), eventueel aangevuld met ei, suiker en (andere) smaakmakers zoals zaden. 
briochedeegbestaat uit meel, melk (eventueel ook water), gist, suiker, zout, eieren en boter.
filodeegis een deeg uit het Middellandse Zeegebied dat gerold is tot zeer dunne vellen. Het staat aan de basis van de Oost-Europese pita, de Turkse börek en de (verwante) Griekse spanakopita.
pizzadeegbestaat uit meel, water, gist, zout, olijfolie
zoutdeegis een deeg dat niet geschikt is voor consumptie. Het bestaat uit meel, zout en water en wordt gebruikt om sierstukken te maken.

### Ongebakken deeg
Er worden nog een aantal andere bereidingswijzen deeg genoemd hoewel deze niet gebakken worden:
pastadeegde basis voor pasta, bestaat uit meel, water en eieren en wordt gekookt.
schuimdeeggemaakt van geklopte eiwitten, het wordt in een lauwe oven gedurende langere tijd gedroogd tot een meringue of een schuimpje ontstaat.

## Uitdrukkingen
- Een koekje van eigen deeg krijgen: je wordt behandeld zoals je anderen behandelt.
- Ze zijn allemaal van één deeg: ze zijn allemaal hetzelfde.